# Производственные заказы
Производственные заказы (англ. Factory orders) — чистая номинальная разница между текущими месячными заказами и аннулированными заказами предшествующих периодов.
Индикатор показывает потребность промышленности в товарах длительного и недлительного пользования. Увеличение значения этого индикатора характеризует активность производства и его возможный рост, тогда как уменьшение свидетельствует о сворачивании производства. Поэтому при увеличении данного показателя курс валюты растет, а при уменьшении падает. Данный показатель включает в себя заказы на товары длительного пользования (англ. Durable Goods Orders) и заказы на товары кратковременного пользования (англ. Non-durable goods orders). Заказы на товары длительного пользования включают в себя товары со сроком службы более трех лет (автомобили, мебель, стройматериалы), которые составляют более 50 всех заказов. Заказы на товары кратковременного пользования включают продукты питания, одежду, товары легкой промышленности и т.д.
Индикатор производственных заказов характеризует активность производства. Его рост является положительным фактором для экономики, тогда как уменьшение свидетельствует о ухудшении.
Публикуется Бюро Статистики Министерства Торговли США в первых числах каждого месяца в 15:00 GMT.